# 강릉효자리비
강릉효자리비(江陵孝子里碑)는 대한민국 강원특별자치도 강릉시 옥천동에 있는 비석이다. 조선 중종 때의 사람인 김덕장의 효행과 덕을 기리고 있다. 1984년 6월 2일 강원특별자치도의 문화재자료 제49호로 지정되었다.

## 개요
김덕장은 부친상을 당하여 3년간 묘곁에 움막을 짓고 살았는데, 그 때 산불이 나서 불이 묘에까지 닿게 되자 통곡을 하며 하늘을 향해 빌었다. 그러자 갑자기 비바람이 몰아쳐 산불이 꺼지게 되었다. 조정은 그의 이러한 효성을 듣고 정려문을 내려주어 ‘효우당(孝友堂)’이라 이름하도록 하고, 마을 이름을 ‘효자리’라 내리었다. 김덕장은 또한 이 일대가 흉년이 들 때마다 자신의 창고문을 열어 어려운 이들을 구해 주었는데, 선조 11년(1578) 그를 표창하는 정려각을 내리고, 선조 23년(1590)에는 평강현 훈도에 임명하였다가 호조참판에 증직하였다.
지금은 정려각은 없어지고, 그의 후손들이 세운 이 비만 남아 있다. 거칠게 다듬어 놓은 길쭉한 모습으로, 앞면에는 ‘효자리’라는 비의 명칭을 세로로 큼직하게 새겼다. 비를 모신 비각에는 율곡 이이, 옥산 이우, 봉래 양사언이 읊은 효우당시가 함께 전하고 있다.

## 현지 안내문
강릉효자리비는 강원도 문화재자료 제49호로 지정된 비석으로 조선 중종 때 강릉사람 김덕장의 효행을 기리기 위해 그 후손이 세웠다. 위치는 강원도 강릉시 옥천동 332-2이다. 김덕장은 어릴 적부터 천성이 어질고 착하여 부모님께 효도를 다하였다. 부친이 돌아가시자 3년간 시묘를 살던 중, 하루는 산불이 나서 묘소에까지 이르자 통곡하며 하늘에 비니 돌연 비바람이 일어나 산불이 꺼졌다고 한다. 이에 사람들은 그를 하늘이 내린 효자라고 칭송하게 되었고, 이 효행이 조정에 알려져 효행을 표창하는 정문을 받게 되었으니, 집 이름을 "효유당", 마을 이름을 "효자리"라 부르게 하였다. 또한 고을에 흉년이 들 때마다 자신의 창고를 열어 빈민을 구제하니, 1578년(선조 11) 정려각이 내려졌고, 1590년(선조 23)에는 평강현 훈도 벼슬에 임명되었다. 비석의 높이는 1.43m 폭 33.5cm이며 비각은 1978년에 세운 것이다.

## 참고 자료
- 강릉효자리비 - 국가유산청 국가유산포털